# Olena Voroninová
Olena Oleksandrivna Voroninová (* 5. května 1990 Charkov, Sovětský svaz) je ukrajinská sportovní šermířka, která se specializuje na šerm šavlí. Ukrajinu reprezentuje od druhého desetiletí jednadvacátého století. Na olympijských hrách startovala v roce 2016 v soutěži družstev. V roce 2015 vybojovala třetí místo na mistrovství Evropy v soutěži jednotlivkyň. S ukrajinským družstvem šavlistek vybojovala na olympijských hrách 2016 stříbrnou olympijskou medaili. V roce 2013 vybojovala s družstvem titul mistryň světa a v roce 2013 druhé místo na mistrovství Evropy.